# Brett Howden
Pour les articles homonymes, voir Howden.
Brett Howden (né le 29 mars 1998 à Oakbank dans la province du Manitoba au Canada) est un joueur canadien de hockey sur glace. Il évolue au poste de centre.

## Biographie

### Dans le junior
À sa saison recrue en 2014-2015, Howden inscrit 46 points en 68 matchs avec les Warriors de Moose Jaw dans la LHOu. Il est d'ailleurs nommé la recrue de l'année et le joueur le plus utile avec les Warriors. La saison suivante, il se distingue avec une récolte de 64 points en 68 parties et termine au 4e rang des pointeurs de son équipe. Il obtient 15 points en 10 matchs éliminatoires dont une séquence de 4 matchs consécutifs avec plus de un point face aux Raiders de Prince Albert au premier tour. 
Éligible au repêchage d'entrée dans la LNH 2016, il est sélectionné au 1er tour (27e choix au total) par le Lightning de Tampa Bay. Il a également disputé 2 saisons complètes aux côtés de l'attaquant Brayden Point. C'est d'ailleurs la familiarité entre Point et le Lightning ainsi que le dépistage des Warriors qui a conduit l'équipe de la LNH à repêcher Howden en 2016. 
Le 30 septembre 2016, il devient le 31e capitaine dans l'histoire de Moose Jaw.
Le 28 décembre 2016, il signe son contrat d'entrée de 3 ans avec Tampa Bay.

### Chez les professionnels
À la suite de l'élimination des Warriors dans les séries de la LHOu 2017, Howden obtient un essai amateur avec le Crunch de Syracuse. Le 8 avril 2017, il marque son premier but chez les pros dans une victoire de 3-2 face aux Devils d'Albany. 

### Vie privée
Il est le frère cadet de Quinton Howden, un choix de 1er tour des Panthers de la Floride en 2010.

## Statistiques

### En club
| Saison     | Équipe                  | Ligue      |     | Saison régulière | Saison régulière | Saison régulière | Saison régulière | Saison régulière |   | Séries éliminatoires | Séries éliminatoires | Séries éliminatoires | Séries éliminatoires | Séries éliminatoires |
| Saison     | Équipe                  | Ligue      | PJ  | B                | A                | Pts              | Pun              | PJ               | B | A                    | Pts                  | Pun                  |                      |                      |
| 2013-2014  | Warriors de Moose Jaw   | LHOu       | 5   | 1                | 0                | 1                | 2                | -                | - | -                    | -                    | -                    |                      |                      |
| 2014-2015  | Warriors de Moose Jaw   | LHOu       | 68  | 22               | 24               | 46               | 24               | -                | - | -                    | -                    | -                    |                      |                      |
| 2015-2016  | Warriors de Moose Jaw   | LHOu       | 68  | 24               | 40               | 64               | 61               | 10               | 4 | 11                   | 15                   | 4                    |                      |                      |
| 2016-2017  | Warriors de Moose Jaw   | LHOu       | 58  | 38               | 43               | 81               | 73               | 7                | 2 | 1                    | 3                    | 12                   |                      |                      |
| 2016-2017  | Crunch de Syracuse      | LAH        | 5   | 3                | 1                | 4                | 2                | 3                | 0 | 2                    | 2                    | 0                    |                      |                      |
| 2017-2018  | Warriors de Moose Jaw   | LHOu       | 49  | 24               | 51               | 75               | 42               | 14               | 7 | 8                    | 15                   | 8                    |                      |                      |
| 2018-2019  | Rangers de New York     | LNH        | 66  | 6                | 17               | 23               | 14               | -                | - | -                    | -                    | -                    |                      |                      |
| 2019-2020  | Rangers de New York     | LNH        | 70  | 9                | 10               | 19               | 28               | 3                | 0 | 0                    | 0                    | 4                    |                      |                      |
| 2020-2021  | Rangers de New York     | LNH        | 42  | 1                | 6                | 7                | 11               | -                | - | -                    | -                    | -                    |                      |                      |
| 2021-2022  | Golden Knights de Vegas | LNH        | 47  | 9                | 11               | 20               | 12               | -                | - | -                    | -                    | -                    |                      |                      |
| 2022-2023  | Golden Knights de Vegas | LNH        | 54  | 6                | 7                | 13               | 55               | 22               | 5 | 5                    | 10                   | 31                   |                      |                      |
| 2023-2024  | Golden Knights de Vegas | LNH        | 72  | 8                | 11               | 19               | 39               | 7                | 1 | 1                    | 2                    | 0                    |                      |                      |
| Totaux LNH | Totaux LNH              | Totaux LNH | 351 | 39               | 62               | 101              | 159              | 32               | 6 | 6                    | 12                   | 35                   |                      |                      |

### En équipe nationale
| Année | Équipe     | Compétition                  |   | PJ | B | A | Pts | Pun                |  | Résultat |
| 2015  | Canada U17 | Défi mondial -17 ans         | 5 | 2  | 1 | 3 | 4   | Médaille d'or      |  |          |
| 2015  | Canada U18 | Championnat du monde -18 ans | 3 | 2  | 1 | 3 | 0   | Médaille de bronze |  |          |
| 2015  | Canada U18 | Ivan Hlinka -18 ans          | 4 | 0  | 1 | 1 | 4   | Médaille d'or      |  |          |
| 2016  | Canada U18 | Championnat du monde -18 ans | 6 | 5  | 3 | 8 | 8   | 4e place           |  |          |
| 2018  | Canada U20 | Championnat du monde junior  | 7 | 3  | 4 | 7 | 4   | Médaille d'or      |  |          |

## Trophées et honneurs personnels

### Ligue nationale de hockey
- 2022-2023 : remporte la coupe Stanley avec les Golden Knights de Vegas